# Iusztinianoszi pestisjárvány

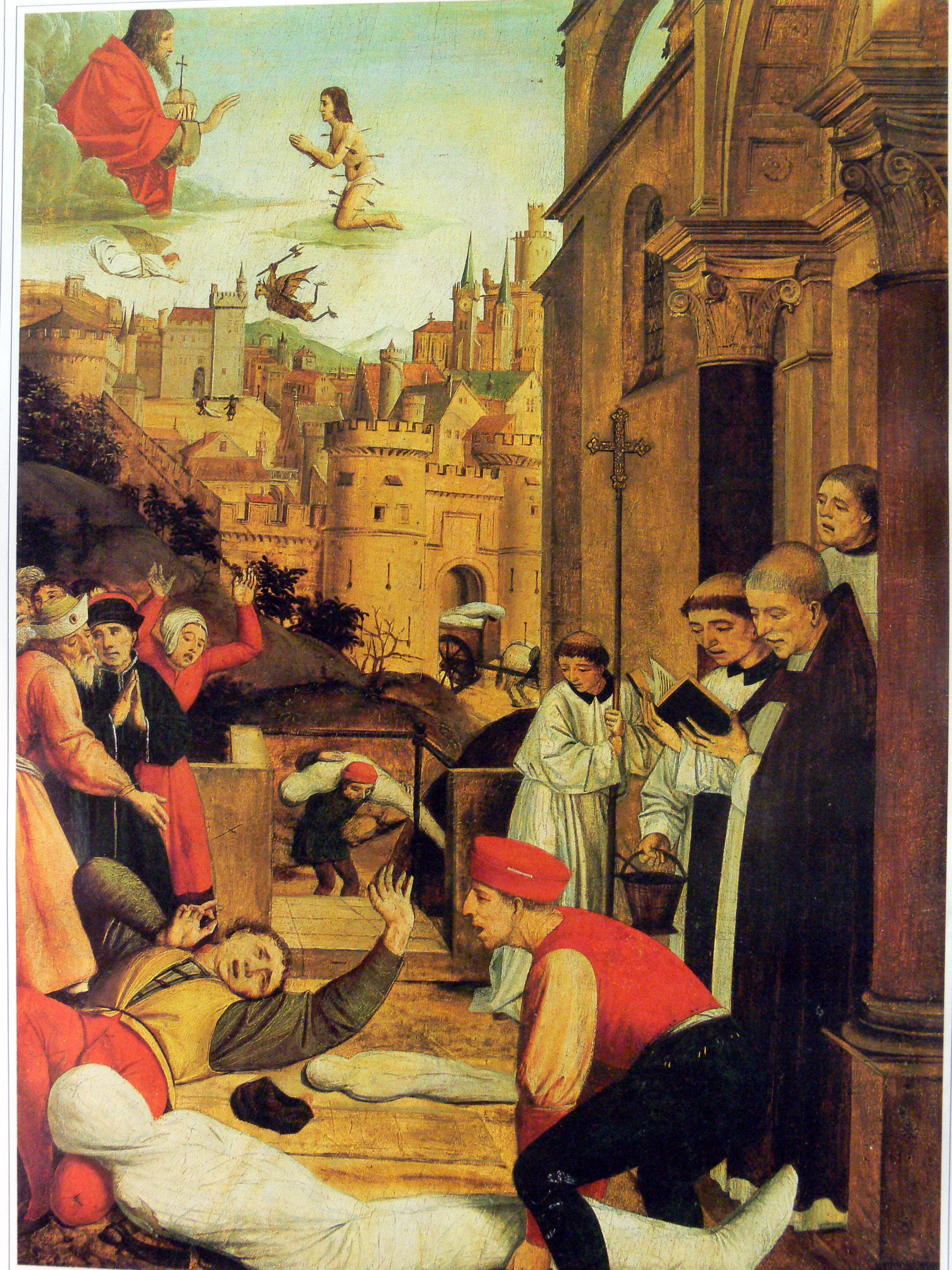
Szt. Sebestyén a pestis áldozataiért imádkozik (Josse Lieferinxe képe, 15. sz vége)

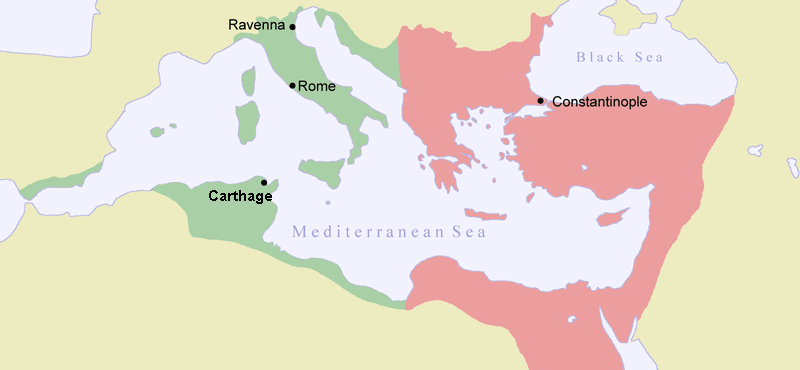
A Bizánci Birodalom 550-ben (Iusztinianosz hódításai zölddel jelölve)

A iusztinianoszi pestisjárvány i. sz. 541 és 549 között zajlott és ez volt az első ismert, jelentősebb pandémiája a pestisnek. A járvány a Földközi-tenger medencéjét, Európát és a Közel-Keletet érintette. Nevét a Bizánci Birodalom akkori császáráról, I. Iusztinianoszról kapta, aki udvari történésze, Prokopiosz szerint 542-ben maga is elkapta a betegséget, de sikeresen kilábalt belőle. Ugyanekkor a birodalom fővárosa, Konstantinápoly lakossága ötödét veszítette el a pestis miatt.
A járvány 541-ben, Egyiptomban jelentkezett először, 544-re az egész Mediterráneumot végigpusztította és egészen 549-ig megmaradt Észak-Európa és Arábia egyes vidékein. Pusztítása jelentős gazdasági, politikai és társadalmi hatásokkal járt Európában és a Közel-Keleten.
DNS-vizsgálatokkal bebizonyították, hogy a járványt valóban a Yersinia pestis okozta, ugyanaz a baktérium, amely a hírhedt 14. századi Fekete halálért is felelős. A baktérium közeli rokonait a közép-ázsiai Tien-san hegységben azonosították, így feltételezhető, hogy 1500 évvel ezelőtt innen indult a járvány.

## A járvány lefolyása

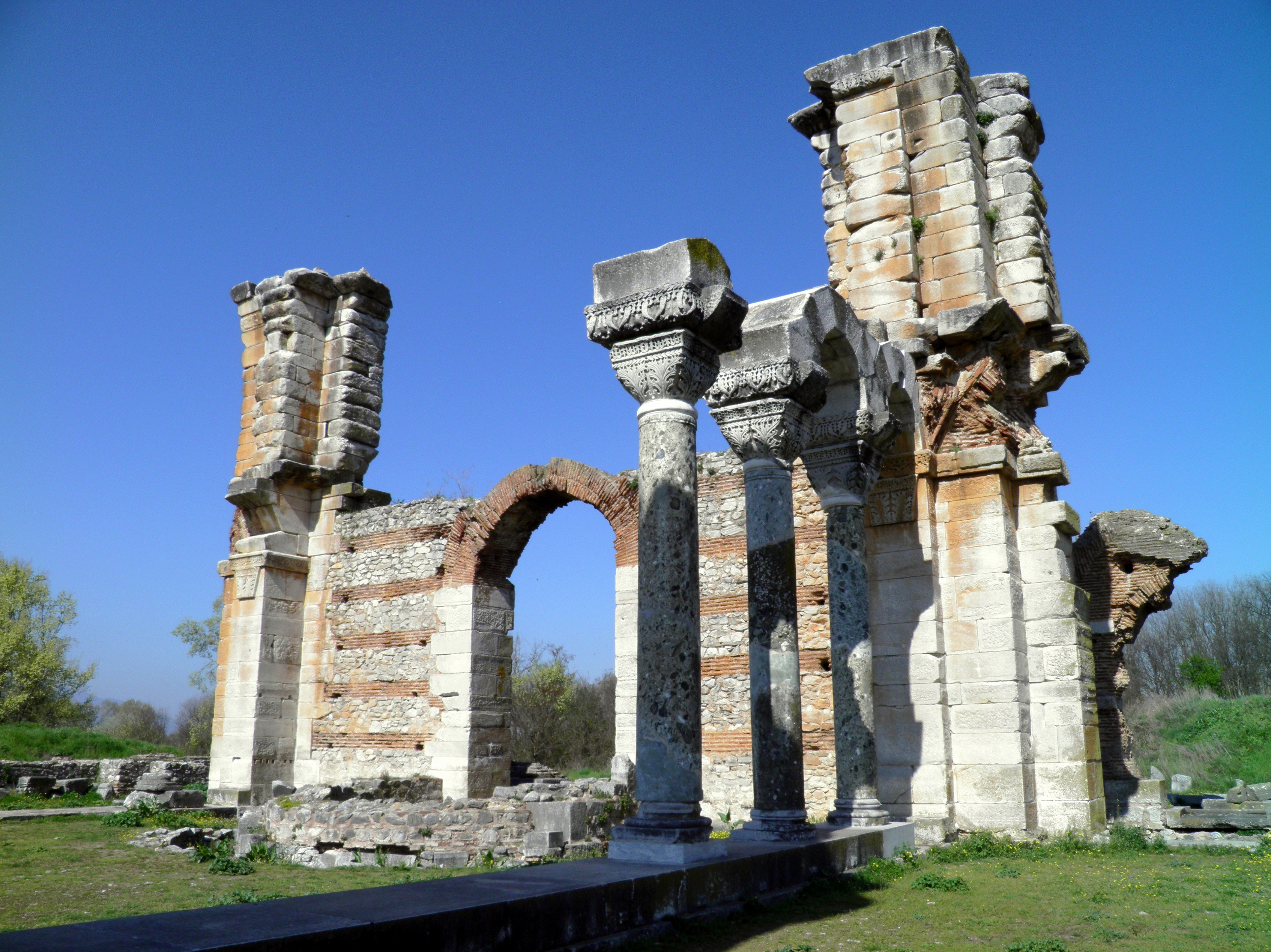
Félig kész bazilika maradványai Philippiben; azt feltételezik, hogy építését a pestis miatt hagyták félbe

Prokopiosz szerint a járvány Egyiptom északkeleti részén, Pelusium kikötőjében jelent meg először. Rajta kívül első kézből származó információk állnak rendelkezésünkre Epheszoszi János, és Evagriosz Szkholasztikosz egyháztörténészek tollából. Utóbbi gyerekként maga is átesett a fertőzésen Antiokheiában és a pestis későbbi visszatéréseikor elvesztette feleségét, lányát, unokáját és számos szolgáját.
A járvány 542 tavaszán az egyiptomi gabonaszállító hajókkal került Konstantinápolyba. A hajók tele voltak patkányokkal és bolháik hordozták a halálos betegség kórokozóját.
A tünetek Prokopiosz szerint enyhe vagy súlyosabb lázzal kezdődtek, aztán még aznap vagy másnap duzzanatok ("bubók") alakultak ki a has alatt, a hónaljban, néha a a fülek mellett vagy a combon; ezek később felfakadtak. Utána voltak akik kómába estek, voltak akiket delírium lett úrrá, tévképzeteik voltak, nem tudtak enni vagy inni és aztán sokan meghaltak, de mások felépültek. Prokopiosz egy Thuküdidészt imitáló passzusában azt írja, hogy járvány csúcspontján a városban naponta tízezren vesztették életüket; ez a szám valószínűleg csak annyit jelent, hogy "nagyon sokan". Számos ház üresen maradt, mert minden lakója meghalt. Mindenesetre egy idő után már felhagytak a temetési szertartásokkal, tömegsírokba temették a halottakat, sőt amikor kifogytak a helyből, egy erőd tornyaiba halmozták fel őket és a tornyokat utána lezárták. Emiatt az egész város a haláltól bűzlött. A járvány négy hónapig tombolt a városban, és mivel a kézművesek, kereskedők nem végezték a munkájukat, a lakosságot éhínség is sújtotta. A pestis a vidéket is pusztította, azonban az itáliai osztrogótokkal és perzsákkal egyaránt háborúzó császár továbbra is beszedette az éves adót, sőt a parasztoknak nem csak a saját adójukat kellett befizetniük, hanem elhunyt szomszédaikét is. Iusztinianosz egy gyors rendelettel szabályozta az örökösödési pereket azokban az esetekben, amikor valaki végrendelet nélkül halt meg.
A járványnak jelentős hatása volt az európai történelemre. Az itáliai gót háborúban a bizánciak már a győzelem küszöbén álltak, amikor a perzsa háború kiújulása és a pestis pusztításai miatt kénytelenek voltak kivonni katonáik jelentős részét. A gótok így visszafoglalták szinte egész Itáliát és bár végül végül veszítettek, a meggyengült Bizánci Birodalom képtelen volt megvédeni a félszigetet, amikor 568-ban a longobárdok megszállták. Így elmaradt a Nyugatrómai és Keletrómai Birodalmak, valamint a kereszténység nyugati és keleti ágának újraegyesítése. Galliát is súlyosan érintette a járvány, és valószínűleg Észak-Európában és Britanniában is sokan meghaltak, de ezeken a területeken az írott források szűkössége miatt információk alig állnak a rendelkezésünkre.
A nagy járvány 549-re véget ért, de ezután rendszeresen vissza-visszatért, kisebb pusztításokat okozva, egészen a 8. század közepéig. Egyes becslések szerint a iusztinianoszi pestis és azt követő kiújulásai a világtörténelem legrosszabb járványai közé tartoznak, két évszázad alatt mintegy 15-100 millió ember halálát okozva (ami Európa akkori lakosságának 25-60%-át tette ki).

### Halálozási rátája
Az áldozatok számát illetően a becslések nagyon eltérőek. Prokopiosz számait némileg átértelmezve egyesek úgy vélik, hogy Konstantinápolyban naponta ötezren halhattak meg a járvány csúcspontján. Van aki szerint a pestis a város lakosságának 40%-át és a Kelet-Mediterráneum negyedét is elvihette. A járvány hatását súlyosbította, hogy egy legyengült népességet ért, amelyet gyakran éhezett az 536-ban kezdődő lehűlés és a rossz termés miatt. A 6-7-8. században a betegség vissza-visszatért, de mindig csak lokálisan és kevésbé virulens módon.
Más vélemények szerint a járvány mortalitása jóval alacsonyabb lehetett a krónikások túlzásainak. Bár egyes izolált helyeken a halálozás valóban magas lehetett, de a mediterrán népesség egészére csak minimális hatást gyakorolt és egyáltalán nem tizedelte meg.

## Eredete
A iusztinianoszi pestis a Yersinia pestis első, történemileg igazolható megjelenése. A Prokopiosz által is leírt tünetek megfelelnek a bubópestisének. Az ebből a korszakból származó sírokból a Y. pestis DNS-ét is sikerült kimutatni.
A mai és ősi Yersinia pestis-minták DNS-ének összevetése alapján az első járvány eredetileg Közép-Ázsiából származott. A legősibb törzsek a mai kínai Csinghaj tartományból erednek. A Bizánci Birodalomba viszont már Afrikából kerülhetett, talán az Akszúmi Királyságból, ugyanis Perzsiába – bár jelentős kereskedelmi forgalmat bonyolított Közép-Ázsiával – csak akkor került a kórokozó, amikor Bizáncban már javában tombolt. A németországi sírokból izolált Y. pestis mai legközelebbi rokonai a közép-ázsiai Tien-san hegységből valók. Ebben a térségben találtak egy i. sz. 180 körüli csontvázat , amelyet "korai hunként" azonosítottak és olyan Y. pestisgenomot izoláltak belőle,amely hasonlított a német mintához. Ez felveti a lehetőséget, hogy a nyugatra vándorló közép-ázsiai nomáok, a hsziungnuk és hunok továbbvihették magukkal a kórokozót is.
A Yersinia pestis-t több igen régi, i. e. 3000-től i. e. 800 terjedő időszakól származó csontvázból is ki lehetett mutatni. A Fekete halálért felelős baktériumtörzs a jelek szerint nem volt közvetlen leszármazottja a iusztinianoszi járvány kórokozójának. Utóbbi nagy területen való elterjedése azonban lehetővé tette a ma ismert 0ANT.1 klád kifejlődését.

## Fordítás
- Ez a szócikk részben vagy egészben  a   Plague of Justinian című angol Wikipédia-szócikk ezen változatának fordításán alapul.  Az eredeti cikk szerkesztőit annak laptörténete sorolja fel. Ez a jelzés csupán a megfogalmazás eredetét és a szerzői jogokat jelzi, nem szolgál a cikkben szereplő információk forrásmegjelöléseként.